# Marcantonio Ceccaldi
Marcantonio Ceccaldi (Vescovato, 1521 – Genova, 1560) è stato uno scrittore, storico e politico italiano, corso di nascita, ma filogenovese.
Appartenente a una nobile famiglia di Vescovato in Corsica, Ceccaldi visse in prima persona la rivolta di Sampiero Corso della metà del Cinquecento, che aveva prodotto l'occupazione franco-turca dell'isola. Nel 1553 venne confinato ad Ajaccio dai francesi per essere rilasciato l'anno successivo, dietro il pagamento di mille scudi. Nel 1554 Ceccaldi appoggiò apertamente i genovesi scontrandosi apertamente anche contro il cognato nella battaglia di Tenda. Dopo la fine della rivolta, la repubblica di Genova che, nel 1559,  aveva riottenuto la Corsica con la pace di Cateau-Cambrésis, impose una serie di pesanti tasse sui beni fruttiferi e infruttiferi, in risposta ad un'ambasceria corsa in Francia, che aveva richiesto il ritorno dei francesi. Ceccaldi fece parte di una missione di nobili corsi che si recarono a Genova per ottenere la diminuzione dell'imposta, ma durante la missione, morì improvvisamente.
L'anno prima di morire, nel 1559, Ceccaldi terminò di scrivere la sua Istoria di Corsica, in cinque libri, scritta in lingua italiana. Continuatore del Ceccaldi fu l'arcidiacono Anton Pietro Filippini.